# Natação no Campeonato Mundial de Esportes Aquáticos de 2011 - 200 m livre masculino
A prova dos 200 metros livre masculino da natação no Campeonato Mundial de Esportes Aquáticos de 2011 ocorreu nos dias 25 de julho e 26 de julho no Shanghai Oriental Sports Center  em Xangai.

## Recordes
Antes desta competição, os recordes mundiais e do campeonato nesta prova eram os seguintes:
| Tipo                  | Atleta          | Tempo   | Local | Data                |
| --------------------- | --------------- | ------- | ----- | ------------------- |
|                       | Paul Biedermann | 1:42.00 | Roma  | 28 de julho de 2009 |
| Recorde do campeonato | Paul Biedermann | 1:42.00 | Roma  | 28 de julho de 2009 |

## Medalhistas
| Ouro              | Prata                | Bronze                |
| Ryan Lochte (USA) | Michael Phelps (USA) | Paul Biedermann (GER) |

## Resultados

### Eliminatórias
60 nadadores de 51 nações participaram da prova. 16 competidores se classificaram para as semifinais.
| Pos. | Bateria | Raia | Nadador               | Nacionalidade  | Tempo   | Notas |
| ---- | ------- | ---- | --------------------- | -------------- | ------- | ----- |
| 1    | 7       | 4    | Ryan Lochte           | Estados Unidos | 1:46.34 | Q     |
| 2    | 7       | 3    | Sebastiaan Verschuren | Países Baixos  | 1:46.53 | Q     |
| 3    | 8       | 5    | Paul Biedermann       | Alemanha       | 1:46.56 | Q     |
| 4    | 8       | 4    | Park Tae-Hwan         | Coreia do Sul  | 1:46.63 | Q     |
| 5    | 7       | 5    | Michael Phelps        | Estados Unidos | 1:46.98 | Q     |
| 6    | 6       | 4    | Yannick Agnel         | França         | 1:47.11 | Q     |
| 7    | 7       | 7    | Dominik Meichtry      | Suíça          | 1:47.38 | Q     |
| 8    | 8       | 1    | Ross Davenport        | Reino Unido    | 1:47.59 | Q     |
| 9    | 8       | 3    | Danila Izotov         | Rússia         | 1:47.72 | Q     |
| 10   | 7       | 8    | Shaune Fraser         | Ilhas Caimã    | 1:47.73 | Q     |
| 11   | 6       | 6    | Robert Renwick        | Reino Unido    | 1:47.88 | Q     |
| 12   | 5       | 3    | Nimrod Shapira Bar-Or | Israel         | 1:48.11 | Q     |
| 13   | 7       | 1    | Yuki Kobori           | Japão          | 1:48.19 | Q     |
| 14   | 6       | 5    | Nikita Lobintsev      | Rússia         | 1:48.28 | Q     |
| 15   | 5       | 8    | Nicolas Oliveira      | Brasil         | 1:48.33 | Q     |
| 16   | 8       | 6    | Kenrick Monk          | Austrália      | 1:48.42 | Q     |
| 17   | 8       | 2    | Tim Wallburger        | Alemanha       | 1:48.43 |       |
| 18   | 6       | 7    | Gianluca Maglia       | Itália         | 1:48.54 |       |
| 19   | 6       | 1    | Sho Uchida            | Japão          | 1:48.64 |       |
| 20   | 6       | 8    | Marco Belotti         | Itália         | 1:48.66 |       |
| 21   | 5       | 5    | Markus Rogan          | Áustria        | 1:48.82 |       |
| 22   | 6       | 3    | Thomas Fraser-Holmes  | Austrália      | 1:48.86 |       |
| 23   | 4       | 3    | Matthew Stanley       | Nova Zelândia  | 1:48.93 |       |
| 24   | 7       | 2    | Li Yunqi              | China          | 1:48.94 |       |
| 25   | 7       | 6    | Jean Basson           | África do Sul  | 1:48.95 |       |
| 26   | 8       | 8    | Glenn Surgeloose      | Bélgica        | 1:48.96 |       |
| 27   | 5       | 6    | Chad Bobrosky         | Canadá         | 1:49.01 |       |
| 28   | 5       | 7    | Cristian Quintero     | Venezuela      | 1:49.27 |       |
| 29   | 6       | 2    | Jiang Haiqi           | China          | 1:49.43 |       |
| 30   | 8       | 7    | Joost Reijns          | Países Baixos  | 1:49.56 |       |

| Ver o restante da classificação | Ver o restante da classificação | Ver o restante da classificação | Ver o restante da classificação | Ver o restante da classificação | Ver o restante da classificação | Ver o restante da classificação |
| Pos.                            | Bateria                         | Raia                            | Nadador                         | Nacionalidade                   | Tempo                           | Notas                           |
| ------------------------------- | ------------------------------- | ------------------------------- | ------------------------------- | ------------------------------- | ------------------------------- | ------------------------------- |
| 31                              | 3                               | 5                               | Wong Kai Wai David              | Hong Kong                       | 1:49.58                         |                                 |
| 32                              | 5                               | 2                               | Mads Glæsner                    | Dinamarca                       | 1:49.59                         |                                 |
| 33                              | 5                               | 1                               | Benjamin Hockin                 | Paraguai                        | 1:49.85                         |                                 |
| 34                              | 4                               | 5                               | Dominik Straga                  | Croácia                         | 1:51.35                         |                                 |
| 35                              | 4                               | 4                               | Radovan Siljevski               | Sérvia                          | 1:51.42                         |                                 |
| 36                              | 3                               | 2                               | Uvis Kalnins                    | Letônia                         | 1:52.20                         |                                 |
| 37                              | 4                               | 2                               | Robin Andreasson                | Suécia                          | 1:52.21                         |                                 |
| 38                              | 5                               | 4                               | Ryan Pini                       | Papua-Nova Guiné                | 1:52.23                         |                                 |
| 39                              | 4                               | 6                               | Mateo de Angulo                 | Colômbia                        | 1:52.25                         |                                 |
| 40                              | 4                               | 7                               | Jessie Lacuna                   | Filipinas                       | 1:52.27                         |                                 |
| 41                              | 3                               | 4                               | Martín Kutscher                 | Uruguai                         | 1:52.49                         |                                 |
| 42                              | 4                               | 1                               | Danny Yeo                       | Singapura                       | 1:52.54                         |                                 |
| 43                              | 3                               | 7                               | Mario Montoya                   | Costa Rica                      | 1:52.64                         |                                 |
| 44                              | 4                               | 8                               | Raúl Martínez                   | Porto Rico                      | 1:52.93                         |                                 |
| 45                              | 3                               | 1                               | Sebastian Jahnsen               | Peru                            | 1:53.68                         |                                 |
| 46                              | 3                               | 6                               | Irakli Revishvili               | Geórgia                         | 1:54.02                         |                                 |
| 47                              | 2                               | 4                               | Nicholas Schwab                 | República Dominicana            | 1:54.95                         |                                 |
| 48                              | 2                               | 5                               | Matthew Abeysinghe              | Sri Lanka                       | 1:55.33                         | Recorde nacional                |
| 48                              | 3                               | 3                               | Phạm Thành Nguyện               | Vietname                        | 1:55.33                         |                                 |
| 50                              | 2                               | 2                               | Allan Gutierrez                 | Honduras                        | 1:56.74                         |                                 |
| 51                              | 2                               | 3                               | Emanuele Nicolini               | San Marino                      | 1:57.23                         |                                 |
| 52                              | 2                               | 7                               | Quinton Delie                   | Namíbia                         | 1:57.47                         |                                 |
| 53                              | 3                               | 8                               | Mohamed Madouh                  | Kuwait                          | 1:57.64                         |                                 |
| 54                              | 2                               | 6                               | Jemal Le Grand                  | Aruba                           | 1:58.24                         |                                 |
| 55                              | 1                               | 4                               | Obaid Al Jasmi                  | Emirados Árabes Unidos          | 1:58.49                         |                                 |
| 56                              | 2                               | 1                               | Gebrel Ahmed                    | Palestina                       | 2:02.27                         |                                 |
| 57                              | 2                               | 8                               | Mathieu Marquet                 | Ilhas Maurícias                 | 2:02.41                         |                                 |
| 58                              | 1                               | 5                               | Paul Elaisa                     | Fiji                            | 2:03.95                         |                                 |
| 59                              | 1                               | 3                               | Anderson Lim                    | Brunei                          | 2:06.40                         |                                 |
| 60                              | 1                               | 6                               | Ryan Givinden                   | Seicheles                       | 2:18.07                         |                                 |

### Semifinal
Estes são os resultados das semifinais.

#### Semifinal 1
| Pos. | Raia | Nadador               | Nacionalidade | Tempo   | Notas |
| ---- | ---- | --------------------- | ------------- | ------- | ----- |
| 1    | 3    | Yannick Agnel         | França        | 1:45.62 | Q     |
| 2    | 5    | Park Tae-Hwan         | Coreia do Sul | 1:46.23 | Q     |
| 3    | 1    | Nikita Lobintsev      | Rússia        | 1:47.34 | Q     |
| 4    | 4    | Sebastiaan Verschuren | Países Baixos | 1:47.52 |       |
| 5    | 6    | Ross Davenport        | Reino Unido   | 1:47.76 |       |
| 6    | 8    | Kenrick Monk          | Austrália     | 1:47.86 |       |
| 7    | 2    | Shaune Fraser         | Ilhas Caimã   | 1:48.46 |       |
| 8    | 7    | Nimrod Shapira Bar Or | Israel        | 1:48.59 |       |

#### Semifinal 2
| Pos. | Raia | Nadador          | Nacionalidade  | Tempo   | Notas |
| ---- | ---- | ---------------- | -------------- | ------- | ----- |
| 1    | 5    | Paul Biedermann  | Alemanha       | 1:45.93 | Q     |
| 2    | 4    | Ryan Lochte      | Estados Unidos | 1:46.11 | Q     |
| 3    | 3    | Michael Phelps   | Estados Unidos | 1:46.91 | Q     |
| 4    | 6    | Dominik Meichtry | Suíça          | 1:47.30 | Q     |
| 5    | 2    | Danila Izotov    | Rússia         | 1:47.39 | Q     |
| 6    | 7    | Robert Renwick   | Reino Unido    | 1:47.89 |       |
| 7    | 8    | Nicolas Oliveira | Brasil         | 1:48.18 |       |
| 8    | 1    | Yuki Kobori      | Japão          | 1:48.65 |       |

### Final
| Pos.              | Raia | Nadador          | Nacionalidade  | Tempo   | Notas            |
| ----------------- | ---- | ---------------- | -------------- | ------- | ---------------- |
| Medalha de ouro   | 3    | Ryan Lochte      | Estados Unidos | 1:44.44 |                  |
| Medalha de prata  | 2    | Michael Phelps   | Estados Unidos | 1:44.79 |                  |
| Medalha de bronze | 5    | Paul Biedermann  | Alemanha       | 1:44.88 |                  |
| 4                 | 6    | Park Tae-Hwan    | Coreia do Sul  | 1:44.92 |                  |
| 5                 | 4    | Yannick Agnel    | França         | 1:44.99 | Recorde nacional |
| 6                 | 1    | Nikita Lobintsev | Rússia         | 1:46.57 |                  |
| 7                 | 7    | Dominik Meichtry | Suíça          | 1:47.02 |                  |
| 8                 | 8    | Danila Izotov    | Rússia         | 1:47.46 |                  |

Legenda
| Recorde mundial       | Recorde mundial (World record)               |                       | Recorde africano                      | Recorde africano (African) |                                           | Q | Classificado por posição (Qualified) |
| Recorde do campeonato | Recorde do campeonato (Championship record)  | Recorde da América    | Recorde da América (Americas)         | q                          | Classificado por melhor tempo (Qualified) |   |                                      |
| Melhor marca do ano   | Melhor marca do ano (World leading)          | Recorde asiático      | Recorde asiático (Asian)              | DNS                        | Não largou (Did not start)                |   |                                      |
| Recorde nacional      | Recorde nacional (National record)           | Recorde europeu       | Recorde europeu (European)            | DNF                        | Não terminou (Did not finish)             |   |                                      |
| Recorde pessoal       | Recorde pessoal do atleta (Personal best)    | Recorde da Oceania    | Recorde da Oceania (Oceania)          | DSQ / DQ                   | Desclassificado (Disqualified)            |   |                                      |
| Recorde da temporada  | Recorde da temporada do atleta (Season best) | Recorde sul-americano | Recorde sul-americano (South America) | NM                         | Sem marca (No mark)                       |   |                                      |